# Wonderful Life (canción de Bring Me the Horizon)
«Wonderful Life» es una canción de la banda de rock británica Bring Me the Horizon. Fue producido por el vocalista de la banda Oliver Sykes y el tecladista Jordan Fish, se publicará en el sexto álbum de estudio del grupo, Amo. La canción fue lanzada como el segundo sencillo del álbum el 21 de octubre de 2018.
La canción cuenta con la participación del vocalista de Cradle of Filth Dani Filth. Fue el tema principal del evento de WWE NXT TakeOver: WarGames 2018.

## Promoción y lanzamiento
Oliver Sykes se burló de la pista en una transmisión en vivo de Instagram. Después de buscar la provocación sobre Shazam, los fanes descubrieron el nombre de la canción filtrada como "WONDERFUL LIFE" con el vocalista de Cradle of Filth, Dani Filth, como invitado. Después de eso, Sykes publicó un video en su cuenta de Instagram anunciando que la fecha de lanzamiento de "Wonderful Life" será el domingo 21 en Radio 1.

## Apariciones
- Esta canción forma parte de la banda sonora del videojuego de WWE 2K20.

## Posicionamiento en lista
| Lista (2018-19)                               | Posiciones |
| --------------------------------------------- | ---------- |
| Bélgica (Ultratip Flanders)                   | 30         |
| Escocia (OCC)                                 | 83         |
| Estados Unidos (Hot Rock & Alternative Songs) | 33         |
| Estados Unidos (Mainstream Rock Airplay)      | 18         |
| Reino Unido (UK Rock & Metal Singles)         | 8          |